# Hockey under sommer-OL 2020
I hockey ved sommer-OL 2020 konkurreres der for både herrer og damer og turneringen vil blive afviklet i perioden 25. juli – 7. august i Seaside Park Hockey Stadium, der ligger i Tokyo Bay zonen.

## Turneringsformat
Turnering består af to dele, hvor der startes med gruppespil efterfulgt af en knock-out runde. Indledningsvis er holdene delt op i 2 grupper med 6 nationer i hver, hvor de skal spille mod hver nation én gang (alle mod alle). De 4 øverst placerede hold går videre til kvartfinalerne. Herefter er det almindelig cup system indtil semifinalerne, hvor taberne mødes i en bronzekamp. 

## Medaljefordeling

### Medaljetabel
| Placering | Land           | Guld | Sølv | Bronze | Total |
| --------- | -------------- | ---- | ---- | ------ | ----- |
| 1         | Belgien        | 1    | 0    | 0      | 1     |
| 1         | Holland        | 1    | 0    | 0      | 1     |
| 2         | Australien     | 0    | 1    | 0      | 1     |
| 2         | Argentina      | 0    | 1    | 0      | 1     |
| 3         | Indien         | 0    | 0    | 1      | 1     |
| 3         | Storbritannien | 0    | 0    | 1      | 1     |
| Total     | Total          | 2    | 2    | 2      | 6     |

### Medaljevindere
| Event  | Guld | Sølv | Bronze |
| ------ | --- | --- | --- |
| Herrer | Belgien · Gauthier Boccard · Tom Boon · Thomas Briels · Cédric Charlier · Félix Denayer · Nicolas De Kerpel · Arthur De Sloover · Sébastien Dockier · John-John Dohmen · Simon Gougnard · Alexander Hendrickx · Antoine Kina · Loïck Luypaert · Augustin Meurmans · Victor Wegnez · Vincent Vanasch · Florent Van Aubel · Arthur Van Doren | Australien · Daniel Beale · Joshua Beltz · Tim Brand · Andrew Charter · Tom Craig · Matt Dawson · Blake Govers · Jeremy Hayward · Tim Howard · Dylan Martin · Trent Mitton · Eddie Ockenden · Flynn Ogilvie · Lachlan Sharp · Joshua Simmonds · Jacob Whetton · Tom Wickham · Aran Zalewski                                                                             | Indien · Surender Kumar · Varun Kumar · Birendra Lakra · Vivek Prasad · Dilpreet Singh · Gurjant Singh · Harmanpreet Singh · Hardik Singh · Mandeep Singh · Manpreet Singh · Rupinder Pal Singh · Shamsher Singh · Simranjeet Singh · Nilakanta Sharma · P. R. Sreejesh · Sumit · Lalit Upadhyay · Amit Rohidas |
| Damer  | Holland · Felice Albers · Eva de Goede · Xan de Waard · Marloes Keetels · Josine Koning · Sanne Koolen · Laurien Leurink · Frédérique Matla · Laura Nunnink · Malou Pheninckx · Pien Sanders · Lauren Stam · Margot van Geffen · Caia van Maasakker · Maria Verschoor · Lidewij Welten                                                     | Argentina · Agustina Albertario · Agostina Alonso · Noel Barrionuevo · Valentina Costa Biondi · Emilia Forcherio · Agustina Gorzelany · María José Granatto · Victoria Granatto · Julieta Jankunas · Sofía Maccari · Delfina Merino · Valentina Raposo · Rocío Sánchez Moccia · Micaela Retegui · Victoria Sauze · Belén Succi · Sofía Toccalino · Eugenia Trinchinetti | Storbritannien · Giselle Ansley · Grace Balsdon · Fiona Crackles · Maddie Hinch · Sarah Jones · Hannah Martin · Shona McCallin · Lily Owsley · Hollie Pearne-Webb · Isabelle Petter · Ellie Rayer · Sarah Robertson · Anna Toman · Susannah Townsend · Laura Unsworth · Leah Wilkinson                          |